# Сибиряков, Иннокентий Михайлович
Инноке́нтий Миха́йлович Сибиряко́в (30 октября (11 ноября) 1860, Иркутск, Российская империя — 6 (19) ноября 1901, Афон, Греция) — российский предприниматель, благотворитель и меценат. Купец 1-й гильдии. В конце жизни стал схимником.

## Биография
Жизнь наша красна бывает лишь тогда, когда всё нам улыбается вокруг… Но если вы чувствуете подле себя нищету, будучи сами богаты, то вам становится как-то не по себе…— Иннокентий Сибиряков
Иннокентий Михайлович родился 30 октября 1860 года в семье купца I гильдии из Иркутска. Его отец Михаил Александрович (1815—1874) — золотопромышленник, основатель города Бодайбо, мать Варвара Константиновна (1826? — 1863) — представительница купеческого рода Трапезниковых. Сибиряковы были известны приверженностью благотворительности: они много жертвовали свои средства на храмы и монастыри, а также на поддержку малоимущих.
Имел братьев Александра и Константина Сибиряковых, а также сёстёр: Ольгу (1846—?), Антонину (1857—1879), Анну (1863—после 1911).

### Образование
Начальное образование И. М. Сибиряков получил дома, затем в Иркутском реальном училище (позже — Промышленное училище) изучал курсы точных наук. В 1875 году переехал в Петербург и поступил в частную гимназию Ф. Ф. Бычкова, в этот же год здание гимназии было приобретено на имя Сибирякова.
В августе 1880 года Иннокентий Михайлович Сибиряков поступил на естественно-математическое отделение Санкт-Петербургского Императорского университета, но из-за болезни прервал учёбу в начале весны 1881 года и уехал на юг в одно из имений брата Константина. Возможно, одной из причин болезни стало потрясение от убийства императора Александра II. Осенью 1881 года Иннокентий возобновил учёбу в университете, но вначале 1882 года опять её прервал по болезни.
В октябре 1884 года И. М. Сибиряков ещё раз поступает в Санкт-Петербургский университет, теперь на юридический факультет и учится там весь 1884/1885 учебный год. 31 октября
1885 года Иннокентий Михайлович решает перейти в разряд вольнослушателей. Таким образом, Сибиряков проучился 9 месяцев на естественнонаучном отделении физико-математического факультета и окончил первый курс юридического факультета Санкт-Петербургского университета.
По состоянию здоровья он несколько раз прерывал учёбу, а попытавшись получить частные уроки, столкнулся с тем, что профессора, зная о его финансовом положении, запрашивали немыслимые гонорары. Помимо посещений лекций в университете, И. М. Сибиряков становится слушателем домашних курсов выдающегося российского биолога, анатома, антрополога, врача, педагога, создателя научной системы физического воспитания Петра Францевича Лесгафта.
Иннокентий Михайлович жертвовал средства на поддержку научных, культурных и образовательных проектов, и часто сам выступал их инициатором. Так, по его предложению создан и издан ряд научных трудов, организована Якутская этнографическая экспедиция, которая вошла в историю географической науки как «Сибиряковская», профинансированы индивидуальные путешествия некоторых учёных и литераторов.

### Благотворительность
Ещё в 1875 г. Иннокентий Сибиряков унаследовал часть паёв «Прибрежно-Витимской К°» и «К° промышленности…». На эти средства Иннокентий начал благотворительную деятельность ещё во время учёбы в гимназии, помогая своим одноклассникам.
На протяжении ряда лет выделял средства на образование молодых людей в России и в Европе, помогая им окончить вуз и встать на ноги. В 26 лет у него было 70 личных стипендиатов. Активно участвовал в работе «Общества вспомоществования учащимся в Санкт-Петербурге сибирякам». Выделил около 30 тыс. рублей на открытие музеев, школ и библиотек в сибирских городах, среди которых Тара, Минусинск, Томск, Барнаул, Ишим, Ачинск, Красноярск и др. В частности, в Томске в 1882 году им создано «Общество попечения о начальном образовании», в 1884 году открыта первая в России бесплатная народная городская библиотека, а в 1892 году — Музей прикладных знаний.

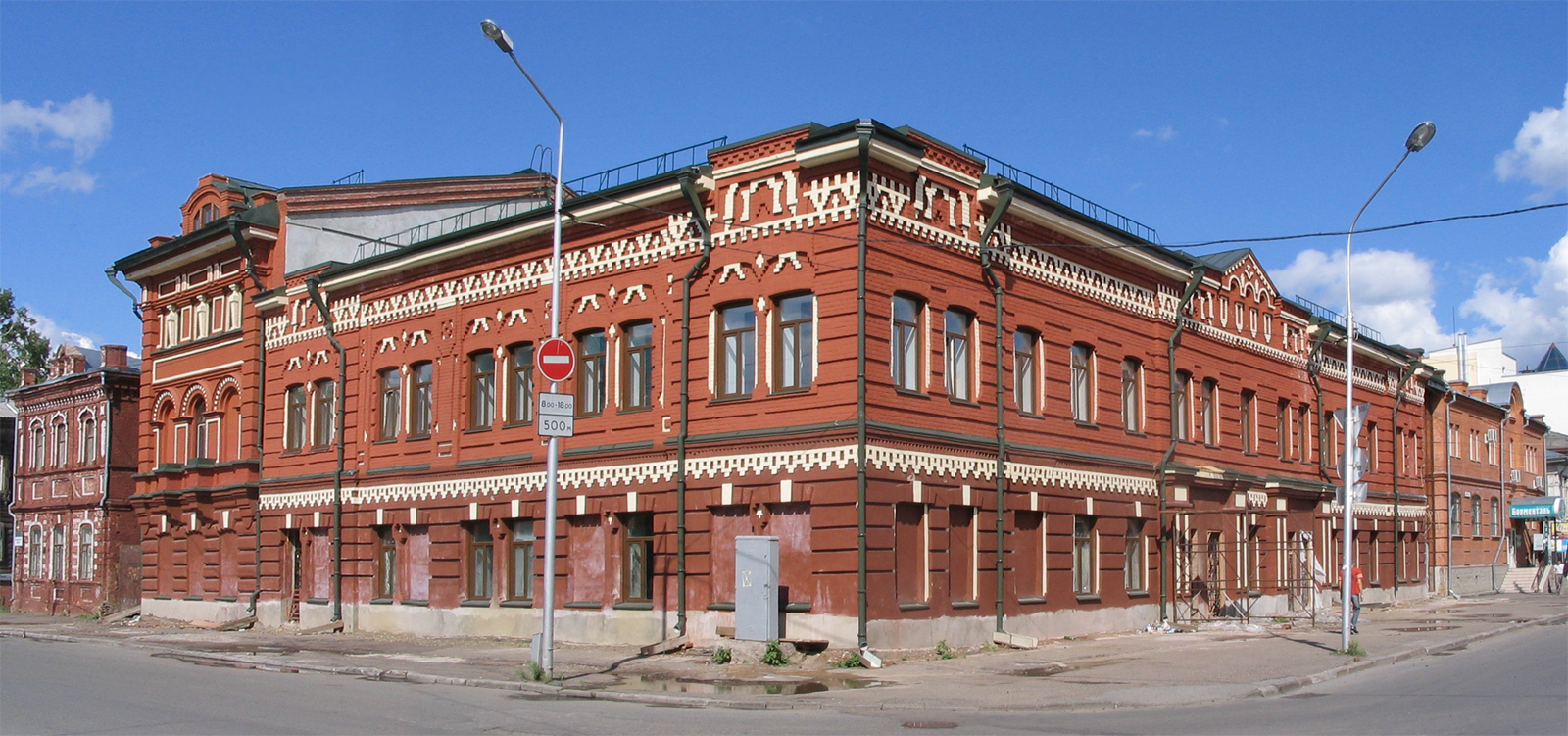
Здание Музея прикладных знаний и бесплатной библиотеки в Томске

Внёс вклад в создание новых и развитие ряда существовавших научно-образовательных центров России. На его пожертвования работали Бестужевские курсы, которые под попечительством Сибирякова смогли обзавестись учебным корпусом и двумя общежитиями (ныне входят в состав Санкт-Петербургского университета).
И. М. Сибиряков пожертвовал 50 тыс. рублей на создание Первого женского медицинского института в России, нынешний Санкт-Петербургский государственный медицинский университет имени академика И. П. Павлова.
В 1893—1896 гг. являлся совладельцем АО пароходства и торговли по Амуру. Собрал обширную историческую библиотеку. Финансировал также ряд научных экспедиций ВСОИРГО, в том числе экспедицию Г. Н. Потанина во Внутреннюю Азию и Якутию (1894—1896).
В 1893 году он передал своему учителю, учёному-физиологу Петру Францевичу Лесгафту 200 тыс. рублей и свой петербургский дом. Пополнив эту сумму средствами от продажи дома, Лесгафт построил здание Биологической лаборатории с естественно-историческим музеем и собственным издательством, ставшей основой для современного Национального государственного университета физической культуры, спорта и здоровья имени П. Ф. Лесгафта. Сибиряков учредил в банке капитал в 420 тыс. руб. для выдачи пособий приисковым рабочим (1894).
Сибиряков поспособствовал созданию Томского университета (первого университета в Сибири) и выделил 10 тыс. рублей на расширение Восточно-Сибирского отдела Императорского Русского географического общества. За благие дела современники называли Иннокентия Михайловича «другом науки и литературы».
Был избран почётным членом «Общества попечения о бедных и больных детях», «Обществу бедных женщин» подарил свою дачу в Райволе, где был устроен приют для девочек, жертвовал средства на создание библиотек в церковно-приходских школах и в бедных провинциальных училищах.
Более 600 тыс. рублей потратил на издание научной и художественной литературы. Благодаря Сибирякову вышли в свет такие книги как:
- Межов В. И. Сибирская библиография: в 3 т. (1891—1892)
- Межов В. И. Русская историческая библиография за 1800—1854 гг.: в 3 т. (1892—1893).
- Ядринцев Н. М. Сибирь как колония (СПб., 1882)
- Сибирские инородцы, их быт и современное положение. Н. М. Ядринцев. Издание И. М. Сибирякова. Санкт-Петербург. 1891.
- Рабочие на сибирских золотых промыслах. Историческое исследование В. И. Семёновского. Том I. От начала золотопромышленности в Сибири до 1870 года. Издание И. М. Сибирякова. Типография М. Стасюлевича. Санкт-Петербург. 1898.
- Семевский В. И. Рабочие на сибирских золотых промыслах (1898)
- Головачев Д. М. Библиографический указатель по вопросу о золотопромышленности Сибири (СПб., 1890)
- Худяков И. А. Верхоянский сборник. Якутские сказки, песни, загадки (Иркутск, 1890)
- Пекарский Э. К. Словарь якутского языка (Якутск, 1899)
- Фёдоров-Омулевский И. В. Сибирские мотивы (СПб., 1886)

Общая сумма средств, переданных на благотворительность, исчисляется миллиардами рублей на современные деньги.

### Монашество

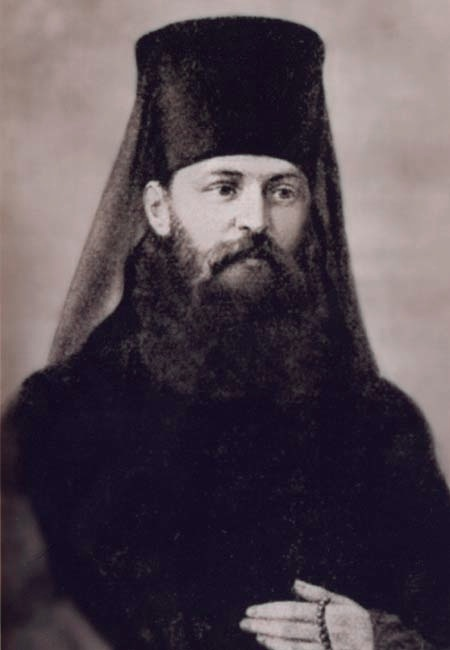
Монах Иннокентий Сибиряков

В 1894 году Сибиряков решил стать монахом и ушёл жить на Старо-Афонское подворье в Санкт-Петербурге. Тогда же он организовал фонд для выплаты пенсий своим рабочим, в который вложил 420 тыс. рублей. 1 октября 1896 года настоятель подворья архимандрит Давид постриг его в иноческий чин — первую ступень к монашеству. После этого инок Иннокентий уехал на Святую гору Афон, в Грецию в Свято-Андреевский скит для молитвенного служения. Иннокентий Михайлович Сибиряков после этого ещё трижды возвращался в Санкт-Петербург.
В 1897 году брат Иннокентий пожертвовал Литейно-Таврическому кружку «Общества для пособия бедным женщинам» свою дачу в Райволо для устройства сиротского приюта для девочек от четырёх до десяти лет. Выделил приюту и капитал в размере 50 тысяч рублей. Этот приют уже после смерти схимонаха Иннокентия стал носить имя И. М. Сибирякова. На его средства был устроен храм во имя Святителя Николая в 7-й гимназии Санкт-Петербурга. По его предложению церковь в 7-й гимназии создавалась в память коронования Императора Николая Александровича и Императрицы Александры Фёдоровны. Обычно такие поступки характерны для убеждённых монархистов.
В 1898 году брат Иннокентий вместе с отцом Давидом отправился на Святой Афон. Там 28 ноября 1898 года игумен Давид постриг его в мантию с новым именем Иоанн в честь Пророка и Иоанна Предтечи — Крестителя Господня.Менее чем через год, 14 Августа 1899 года, монах Иоанн (Сибиряков) принял постриг в великий ангельский чин — святую схиму — с именем Иннокентий в честь Святителя Иннокентия Иркутского.
Келья Архимандрита Давида и его духовного послушника схимонаха Иннокентия (Сибирякова) находилась рядом с Афонским Андреевским скитом. Множество паломников из России и других православных стран, желавших лично посмотреть на монаха из бывших миллионеров, создавали определённую помеху для уединенного молитвенного жития. Схимонах Иннокентий в вечное пользование приобрёл участок на склоне мыса в пещерной местности Карули, или Карулия, принадлежащий Великой Лавре. На Карули русские монахи-отшельники начали селиться с XIX века, и там образовалось целое сообщество подвижников духа из России. По благословению Отца Давида схимонах Иннокентий (Сибиряков) создал на Каруле келлию с трёхпрестольным храмом. Главный Престол был посвящён Святителю Иннокентию Иркутскому, а приделы были освящены во имя Преподобного Давида Солунского (Небесного Покровителя Архимандрита Давида) и Священномученика Дионисия Ареопагита, Апостола Афинского — духовного наставника монахов-исихастов, подвижников неусыпной Иисусовой молитвы. Достроил он также Собор Апостола Андрея Первозванного и больничный корпус с церковью во имя Святителя Иннокентия Иркутского, первые основы которых были заложены в 1868 году.
В 1897 году были достроены две церкви: Святителя Иннокентия Иркутского и Благовещения Пресвятой Богородицы.
Также были построены храмы Михаила Клопского, Великомученицы Варвары при скитской келье схимонаха Иннокентия (Сибирякова) и во имя Ильи Пророка при скитской мельнице. На западной стороне скита был устроен четырёхэтажный корпус, где размещались хлебная, библиотека, столовая для гостей, там же была построена ктиторская церковь в честь Преподобных Виссариона и Варсонофия и Священномученика Феодорита в память основателей скита.
16 июня 1900 года Константинопольским Патриархом Иоакимом III в сослужении с Епископом Арсением Волоколамским (Стадницким), в то время ректором Московской духовной академии, был освящён знаменитый Афонский Андреевский собор, рассчитанный на 6 000 человек. Это самый большой собор не только на Святом Афоне, но и во всей Греции, благодаря ему Андреевский скит называют «Кремль Востока». Об этом событии писали многие газеты и журналы, были даже изданы книги, но о том, благодаря кому был построен собор, стало известно только через несколько месяцев после смерти схимонаха Иннокентия (Сибирякова) благодаря настоятелю скита — Игумену Иосифу. К этому времени большая часть наследия отца Михаила Александровича Сибирякова и средств, заработанных его старшим сыном Александром Михайловичем, была уже вложена в дела благотворительности, и все дети М. А. Сибирякова жили очень скромно на остатки своих богатств.
Схимонах Иннокентий скончался 6 ноября 1901 года. Его погребли на кладбище Андреевского скита, а через три года по Афонскому обычаю из земли извлекли останки. Плоть истлела полностью, а кости имели жёлтый янтарно-медовый цвет, что по Афонскому церковному преданию свидетельствует об особой праведности человека. Кости скелета по традиции сложили в общую братскую костницу Андреевского скита, а череп поместили там же в деревянном киоте, в костнице Андреевского скита на Афоне на почётное место, где он пребывает и ныне.
Карульская келлия Святителя Иннокентия Иркутского, воздвигнутая схимонахом Иннокентием (Сибиряковым) и его духовным отцом Архимандритом Давидом (Мухрановым), в начале 2000-х годов пострадала от большого пожара, оставившего после себя только руины. В 2014 г. по благословению епископа Пантелеимона (Шатова) Орехово-Зуевского и архиепископа Михаила (Донскова) Женевского и Западно-Европейского (РПЦЗ) создано Братство во имя схимонаха Иннокентия Сибирякова. Духовником братства стал заштатный клирик Барнаульской епархии - игумен Алексий (Просвирин), упоминавшийся до 2009 года, как главный редактор журнала "Ревнитель православного благочестия" и член редколлегии газеты "Русь Православная", в 2009-2011 гг. был редактором газеты Синодального отдела Московского Патриархата по взаимодействию с армией "Мир"; проживает с 2011 года в Карулии.
Главным своим делом Братство считает достижение личной аскезы или исихии, и восстановление на Афоне (Карули) сгоревших в 2000-х годах исихастириона и храма святителя Иннокентия Иркутского, впоследствии восстановленных в 2014-2018 годах, а также прославление в лике святых самого Иннокентия (Сибирякова).
Ныне схимонах Иннокентий Сибиряков на Святом Афоне и в России, особенно в Сибири, почитается как подвижник, ревнители по нём служат панихиды за него. Ревнители почитания памяти схимонаха Иннокентия предлагают решать вопрос о его официальном церковном прославлении в ликах преподобных и бессребреников.

### Пожертвования церкви
За свою жизнь И. М. Сибиряков успел пожертвовать огромные средства Православной Церкви, наиболее значительные из них:
- Несколько сотен тысяч рублей на строительство Казанской церкви в Иркутске и храма во имя Святителя Иннокентия Иркутского в деревне Омолой на реке Лене.
- 147 тыс. рублей в дар Богоявленскому монастырю в Угличе.
- 25 тыс. рублей на нужды Свято-Троицкого Николаевского монастыря.
- 2 млн. 400 тыс. рублей передал своему духовному отцу Давиду, который направил их нуждающимся монастырям России, на возведение построек Свято-Андреевского скита в Санкт-Петербурге, строительство собора апостола Андрея Первозванного и больничного корпуса в Андреевском ските на горе Афон.
- Средства на устройство кельи с храмом во имя Иннокентия Иркутского и Давида Солунского на Афоне.
- 10 тыс. рублей на создание Воскресенского скита Валаамского монастыря.

### В кинематографе
- «Иннокентий Сибиряков. Помогите мне... Я страшно богат!» — документальный фильм (Россия, 2016 год);
- «Меценат-монах Иннокентий (Сибиряков)» – документальный фильм из цикла «Лики Руси» (Россия, 2022 год), удостоенный дипломов международных кинофестивалей «Золотой Витязь», «Невский благовест», «Радонеж».